# Horvatska domovina
Horvatska domovina, pjesma preporodnog pjesnika Antuna Mihanovića, dala je riječi za hrvatsku državnu himnu 
"Lijepa naša domovino". Za himnu su uzeta prva i druga, te posljednja i pretposljednja kitica. Pjesma je prvi put objavljena u "Danici" br. 10, 14. ožujka 1835. godine. Postoji i prijevod na ruski jezik, koji je napravio Maksim Gorki. Mihanović je pjesmu napisao u Rijeci u staroj guvernerovoj palači.
| Horvatska domovina | |
| --- | --- |
| Lěpa naša domovino, Oj junačka zemljo mila, Stare slave dědovino, Da bi vazda čestna bila! Mila, kano si nam slavna, Mila si nam ti jedina, Mila, kuda si nam ravna, Mila, kuda si planina! Vedro nebo, vedro čelo, Blaga persa, blage noći, Toplo lěto, toplo dělo, Bistre vode, bistre oči: Vele gore, veli ljudi, Rujna lica, rujna vina, Silni gromi, silni udi; — To je naša domovina! Ženju serpi, mašu kose, Děd se žuri, snope broji, Škriplju vozi, brašno nose, Snaša preduć málo doji: Pase marha, rog se čuje, Oj, oj zvenči, oj, u tmine, K ognju star i mlad šetuje; — Evo t’ naške domovine! Luč iz mraka dalko sija, Po veseloj livadici, Pěsme glasno brěg odbija, Ljubni poje k tamburici: | Kolo vode, živo kolo, I na berdu, i v dolini, Plešu mladji sve okolo; — Mi smo, pobre, v domovini! Magla, što li, Unu skriva? Ni l’ to našiu jauk turobni? Tko li moleć smert naziva? Il’ slobodni, il’ su robni? »Rat je, bratjo, rat junaci, Pušku hvataj, sablju paši, Sedlaj konjče, hajd pešjaci, Slava budi, gdi su naši!« Buči bura, magla projde, — Puca zora, tmina běži, — Tuga mine, radost dojde, — Zdravo slobost, — dušman leži! Veseli se, tužna mati, Padoše ti verli sini, Ko junaci, ko Horvati, Ljaše kervcu domovini! Teci, Sava hitra, teci Nit’ ti Dunaj silu gubi, Kud li šumiš, světu reci: Da svog’ doma Horvat ljubi, Dok mu njive sunce grije, Dok mu hrastje bura vije, Dok mu mertve grob sakrije, Dok mu živo serdce bije! |